# Hegyi anoa
A hegyi anoa (Bubalus quarlesi) az emlősök (Mammalia) osztályának párosujjú patások (Artiodactyla) rendjébe, ezen belül a tülkösszarvúak (Bovidae) családjába és a tulokformák (Bovinae) alcsaládjába tartozó faj.
Közeli rokona az alföldi anoa (Bubalus depressicornis). A két faj egymáshoz viszonyított rendszertani helye nem teljesen tisztázott, egyes kutatók szerint azonos faj két alfaja csupán, mások szerint két külön faj. Az anoák közeli rokonságába tartozik továbbá a vízibivaly, amelyik az ázsiai kontinensen él. Az anoák leginkább a vízibivaly törpe változatainak tűnnek. Feltehetőleg azért törpültek le, mert egy szigeten élnek, amelyik ugyan elég nagy, de még így is csak korlátozott számú egyedet tud eltartani.

## Előfordulása
Indonéziában, Celebesz szigetén és a szomszédos Buton szigeten honos. Élőhelye a dús növényzetű hegyi esőerdők, melyekben egészen 2300 méter magasságig előfordul. Többnyire valamilyen állandó vízforrás közelében él. Az embert kerüli.

## Megjelenése
Testhossza 150 centiméter, marmagassága 70 centiméter. Az alföldi anoától eltérően gyapjas bundát visel, ami a hűvösebb éghajlati viszonyokhoz való alkalmazkodás miatt alakult ki. Bundája sötétbarna vagy fekete színű. Szarvai 15-20 centiméter hosszúak, rövidebbek, mint a síkvidéken élő rokonáé. Fő megkülönböztető bélyegei, melyekkel el lehet különíteni az alföldi anoától következőek: a bunda struktúrája, a lábakon levő fehér harisnya hiánya, a rövidebb farok és a rövidebb szarvak.

## Életmódja
Többnyire magányosan vagy párban él. Táplálék után többnyire reggel vagy délelőtt jár, a nap többi részét a sűrű növényzet között elbújva kérődzve tölti. Elsősorban fűevő faj, de sokszor fogyaszt leveleket és hajtásokat is.

## Szaporodása
Szaporodási szokásai kevéssé ismertek. A tehén 275-315 napnyi vemhesség után egyetlen borjút hoz a világra. A fiatal állatok szőrzete jóval világosabb, mint a kifejlett egyedeké.

## Természetvédelmi helyzete
A hegyi anoát elsősorban az élőhelyének elvesztése és a vadászat fenyegeti. Mára a faj teljes populációja egyetlen védett területre összpontosul. Ezen kívül nagyon kevés egyed él a szigeten másfelé. A Természetvédelmi Világszövetség a faj összegyedszámát 3000 és 5000 egyed közé becsüli és a fajt a "veszélyeztetett" kategóriába sorolja.